# Nordschleswigsche Zeitung
Nordschleswigsche Zeitung  var en avis for det tyske mindretal der udkom fra   1. februar 1929 til  17. august 1945. Den blev startet ved en sammenlægning af Apenrader Tageblatt, Sonderburger Zeitung og Neue Tondernsche Zeitung. Avisen havde redaktion i Åbenrå og havde ved starten i 1929 et oplag på ca. 4.500 eksemplarer.
Avisen blev lukket ved Befrielsen i 1945 og flere af dens ansatte dømt som landsforrædere.

## Eksterne kilder og henvisninger
- Om Nordschleswigsche Zeitung på graenseforeningen.dk
- Digitaliserede udgaver af Nordschleswigsche Zeitung i Mediestream
- Nordschleswigsche Zeitung i opslagsværket "De Danske Aviser"